# Elaphoglossum auripilum
Elaphoglossum auripilum är en träjonväxtart som beskrevs av Hermann Christ. Elaphoglossum auripilum ingår i släktet Elaphoglossum och familjen Dryopteridaceae. Inga underarter finns listade.